# Communauté de communes du Sud Morvan
La communauté de communes du Sud Morvan (CCSM) est une ancienne communauté de communes française, située dans le département de la Nièvre et la région Bourgogne-Franche-Comté.
Elle fait également partie du Pays Nivernais-Morvan.

## Historique
La communauté de communes du Sud-Morvan fut créée par arrêté préfectoral le 12 décembre 2005 pour une prise d'effet officielle au 1er janvier 2006.
Par arrêté préfectoral du 17 novembre 2016, elle fusionne le 1er janvier 2017 avec d'autres communautés de communes pour former la nouvelle intercommunalité du Bazois Loire Morvan.

## Composition
Elle était composée des communes suivantes :
| Nom                       | Code Insee | Gentilé          | Superficie (km2) | Population (dernière pop. légale) | Densité (hab./km2) |
| ------------------------- | ---------- | ---------------- | ---------------- | --------------------------------- | ------------------ |
| Moulins-Engilbert (siège) | 58182      | Moulinois        | 40,76            | 1 500 (2014)                      | 37                 |
| Maux                      | 58161      | Mauxais          | 22,60            | 141 (2014)                        | 6,2                |
| Montaron                  | 58173      | Montaronais      | 33,40            | 161 (2014)                        | 4,8                |
| Préporché                 | 58219      | Préporchois      | 29,89            | 200 (2014)                        | 6,7                |
| Sermages                  | 58277      | Sermageois       | 22,07            | 197 (2014)                        | 8,9                |
| Vandenesse                | 58301      | Vandenessois     | 32,49            | 337 (2014)                        | 10                 |
| Villapourçon              | 58309      | Villapourçonnais | 50,43            | 436 (2014)                        | 8,6                |

## Administration

### Présidence
| Période      | Identité        | Qualité           |
| ------------ | --------------- | ----------------- |
| 2014-2016    | Eric Thomas     | Maire de Maux     |
| jusqu'à 2014 | Jacques Simonot | Maire de Sermages |

## Compétences
Les compétences telles que décrites sur le site de la CCSM sont les suivantes :
Compétences obligatoires :
- Aménagement de l’espace
- Actions de développement économique intéressant l’ensemble de la communauté de communes

Compétences optionnelles - les communautés de communes doivent choisir au moins une des compétences dans la liste ci-dessous :
- Protection et mise en valeur de l’environnement
- Politique du logement et du cadre de vie
- Création, aménagement et entretien de la voirie
- Construction, entretien et fonctionnement d’équipements culturels et sportifs et d’équipements de l’enseignement préélémentaire et élémentaire
- Action sociale d’intérêt communautaire
- Tout ou partie de l’assainissement

Compétences facultatives :
- Les communes membres d’une communauté de communes peuvent à tout moment transférer, tout ou partie, certaines de leurs compétences dont le transfert n’est pas prévu par la loi.
- Ces transferts sont décidés par délibérations concordantes du conseil communautaire et des conseils municipaux.

## Actions phares
La Communauté de communes du Sud Morvan est extrêmement active pour le développement de son territoire.
Elle a encouragé la création d'une union commerciale, appelée le CIDE, ainsi que la création de l'Office de tourisme du Sud Morvan, qui sont 2 associations très actives et ambassadrices du Sud Morvan.
La Communauté de communes a également mené des projets d'envergure : 
- aménagement de l'Espace Communautaire, en réhabilitant un ancien bâtiment, au cœur du bourg de Moulins-Engilbert, elle a permis de réhabiliter une place centrale, tout en y installant ses bureaux et services, accessibles au plus grand nombre.

- création du Télécentre du Sud Morvan, dans sa volonté de mettre tout en place pour faciliter l'installation de nouveaux habitants sur son territoire, l'utilisation des nouvelles technologies via la connexion directe en fibre optique, et la possibilité de louer des bureaux meublés dans un espace spécialement destiné au travail peuvent faciliter la création d'entreprises sur place ou l'installation de salariés ou chef d'entreprises souhaitant s'installer sur le territoire. Cet équipement permettra aussi la remise en place d'ateliers sur le numérique à destination des habitants souhaitant découvrir les usages du numérique ou se perfectionner.

- création de la micro-crèche "La Marelle". Il a été noté qu'il n'y a pas assez de place chez les nourrices/ assistantes maternelles du territoire. Afin de pallier ce manque sans leur faire une concurrence inutile et néfaste pour le territoire, il a été décidé, par les élus, de créer cet équipement, pouvant accueillir au maximum 10 enfants en même temps. Cela permet, en plus, de laisser le choix aux parents du mode de garde qu'ils préfèrent. Cet équipement a été pensé globalement, afin de rationaliser les coûts, d'où l'idée de lui adjoindre un Relais d'assistantes Maternelles, destiné à toutes les personnes en position de garder des enfants, un bureau pour les consultations de la PMI et des espaces pour l'accueil des enfants pendant les TAP/NAP et autres accueil péri-scolaire.

- La culture avec la saison culturelle annuelle, proposant un spectacle chaque année, dans chacune des communes, afin d'amener la culture au plus grand nombre, le festival artemus, de musique classique, dans les églises, et Faites le mur!, festival du trompe-l'œil

- rédaction du Plan Local d'Urbanisme Intercommunal (PLUi)